# Burg Billingsbach
Die Burg Billingsbach ist eine abgegangene Höhenburg im Ortsteil Billingsbach bei 445 m ü. NN im Bereich des Grundstückes Burgweg 4 der Gemeinde Blaufelden im Landkreis Schwäbisch Hall in Baden-Württemberg.
Die vermutlich im 12. Jahrhundert auf dem unteren rechten Hang des gleichnamigen Bachs erbaute Burg war der Sitz des Ortsadels, der später als Ministerialen derer von Hohenlohe auf die etwa 900 Meter weiter südwestlich gelegene Burg Hertenstein auf dem Mündungssporn des Baches übersiedelte. 1409 wurde die Burg, bei der es sich vermutlich um eine kleine Turmburg handelte, erstmals als Burgstall erwähnt.
Heute ist der Burgstall mit einem Bauernhof überbaut, zeigt noch einen Brunnen und Teile eines Grabens sowie unterirdische Mauerreste.